# Rúper
Roberto López Esquíroz dit Rúper est un footballeur espagnol, né le 4 juin 1987 à Ayegui en Espagne. Il évolue au CD Tudelano.

## Palmarès
Vierge